# Inte Onsman
Inte Onsman (Harlingen, Países Bajos, 28 de septiembre de 1872-Ámsterdam, Países Bajos, 26 de agosto de 1929) fue un dramaturgo y sindicalista neerlandés.

## Biografía
Nacido en la provincia de Frisia, Inte Onsman se mudó a Ámsterdam tras la muerte de su padre. Su madre le envió a una barbería como aprendiz. Al finalizar los estudios se hizo barbero. Cuando era joven se unió a una compañía de teatro como actor, pero unos años más tarde dejó el grupo y creó su propia barbería.
Sus simpatías socialistas lo llevaron a unirse al partido social-demócrata neerlandés SDAP y al sindicato de barberos. Fue secretario nacional del sindicato, cargo que mantuvo hasta su muerte.
Alrededor del 1900 Onsman empezó a escribir obras. La más famosa fue Het licht in den nacht (Una luz en la noche), que trataba sobre la pobreza de la Primera Guerra Mundial. En los Países Bajos se interpretó más de cien veces. Fue traducido al alemán, danés e inglés.
Onsman también escribió una novela autobiográfica, publicada en 1929, el año de su repentina muerte.